# Gilberte de Courgenay
Connue sous le nom de Gilberte de Courgenay, Gilberte Schneider-Montavon est née le 20 mars 1896 à Courgenay et morte le 2 mai 1957 à Zurich. Elle est une sorte de Madelon suisse.

## Biographie

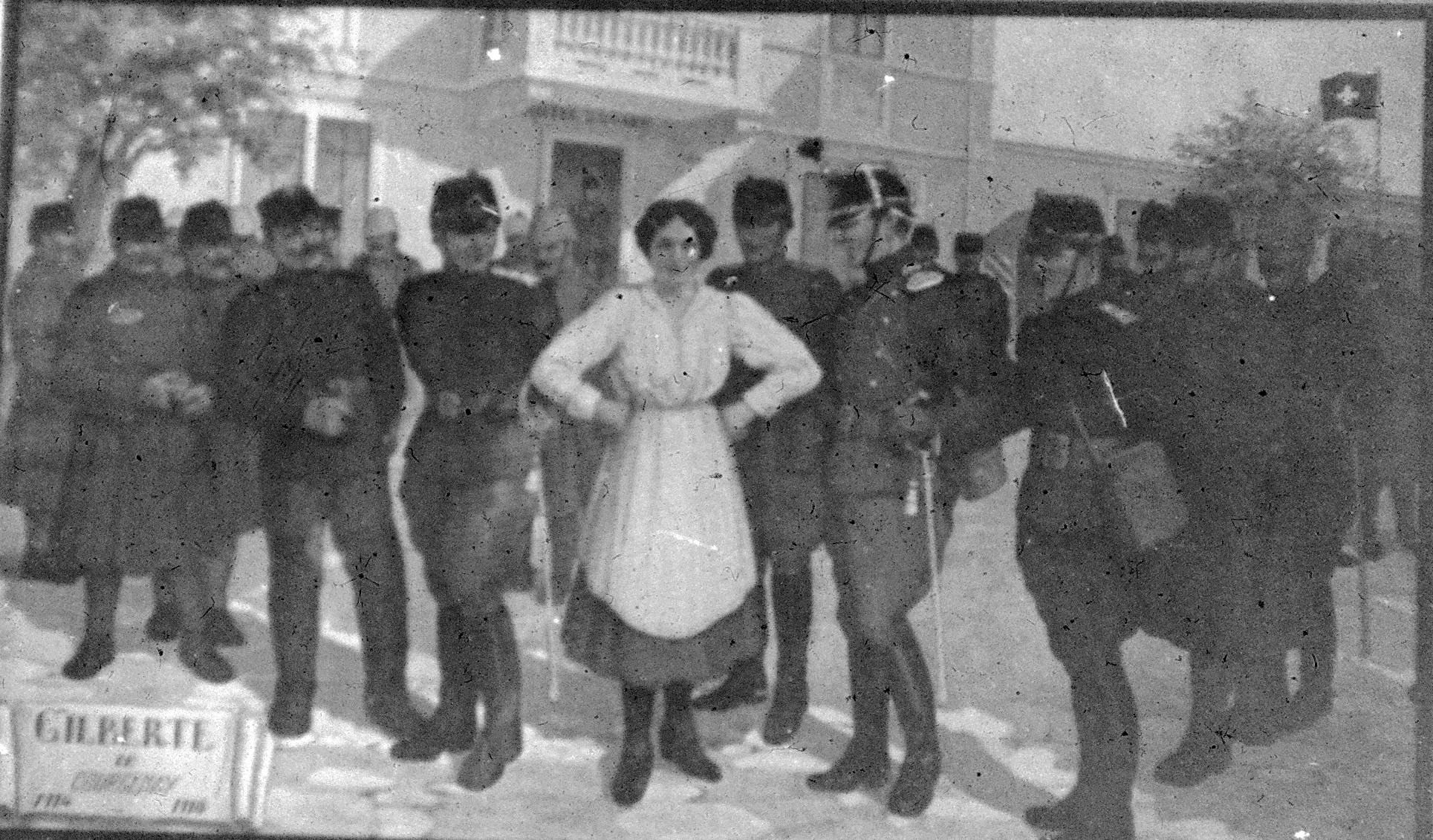
Gilberte de Courgenay (Hôtel de la Gare)

Fille des tenanciers de l'Hôtel de la Gare de Courgenay, dans la partie du canton de Berne qui forme aujourd'hui le canton du Jura, Gilberte Montavon est entrée dans la légende lors de la Première Guerre mondiale. En 1914, Gilberte Montavon est serveuse dans l’établissement de ses parents qui accueille de nombreux soldats stationnés en Ajoie, parmi lesquels de nombreux Suisses alémaniques. Comme elle parle l’allemand, elle sert parfois de traductrice entre les troupes et les autorités communales. 
En 1915, le compositeur Hanns In der Gand (de) séjourne dans la région pour recueillir de vieilles chansons populaires et les transmettre aux troupes. Il s’arrête à l'Hôtel de la Gare de Courgenay. Le 11 octobre 1917, il y donne un récital et entonne en suisse allemand et en français sa chanson La petite Gilberte...  (Das Lied von Courgenay), immortalisant l’empathie manifestée par la jeune fille vis-à-vis des soldats éloignés de leurs familles. Cette chanson sera reprise par tous les soldats et officiers mobilisés par l'armée suisse durant le conflit. Gilberte deviendra l’une des icônes du patrimoine folklorique suisse durant l’entre-deux-guerres. 
En 1923, Gilberte Montavon épouse Louis Schneider et s’installe à Zurich, où elle mourra en 1957. 

## Hommages
- Dans le cadre de la « défense spirituelle » de la Suisse durant la Seconde Guerre mondiale, plusieurs œuvres sont réalisées en 1939-1941 qui mettent en avant Gilberte de Courgenay.
  - Rudolf Bolo Maeglin écrit une pièce de théâtre et un roman, publié en 1939 et réédité en 1941(Gilberte de Courgenay (ein Singspiel)). La pièce est jouée la première fois au Schauspielhaus de Zurich le 24 août 1939, une semaine avant le début de la guerre[1].
  - August Kern (de) tourne le film Marguerite et les soldats en 1940-1941.
  - Le cinéaste Franz Schnyder tourne en 1941 le film La petite Gilberte... . Ce film connaît un grand succès et reste un classique du cinéma suisse. Le rôle de l'héroïne jurassienne est incarné par l'actrice Anne-Marie Blanc.
- Un restaurant de Courgenay porte son nom.
- En mars 1995, la ville de Berne nomme une place en son nom : « Gilberte-de-Courgenay-Platz »[2].
- En 1995, la cinéaste Jacqueline Veuve lui consacre un épisode de sa série Ma rue raconte co-produite par la télévision suisse.
- En 2009, la rue longeant la gare de Courgenay a été renommée « Rue Petite Gilberte » et une rame de train « FLIRT » est baptisée à son nom[3].
- En 2024, une plaque commémorative est placée sur sa maison de naissance[4].

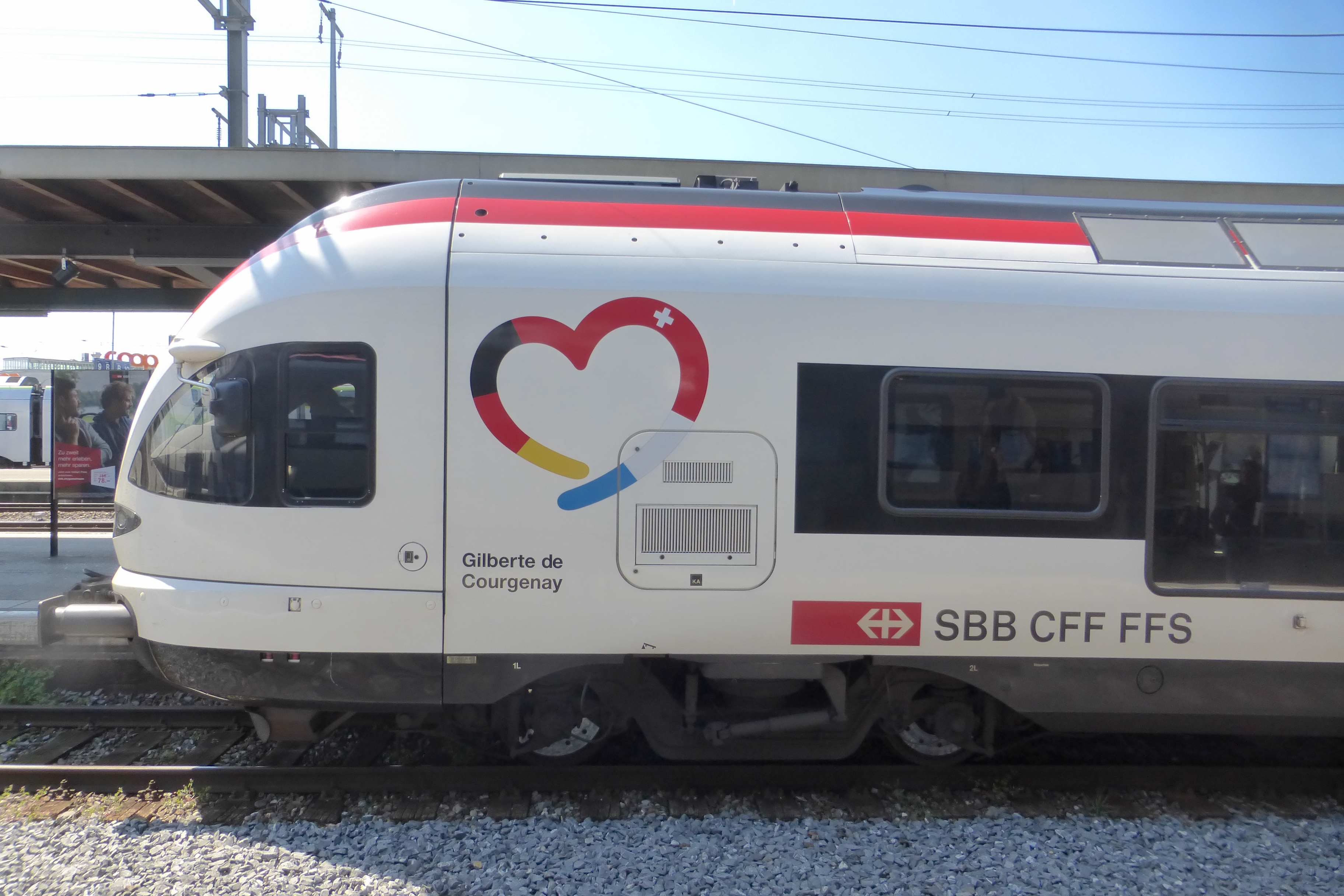
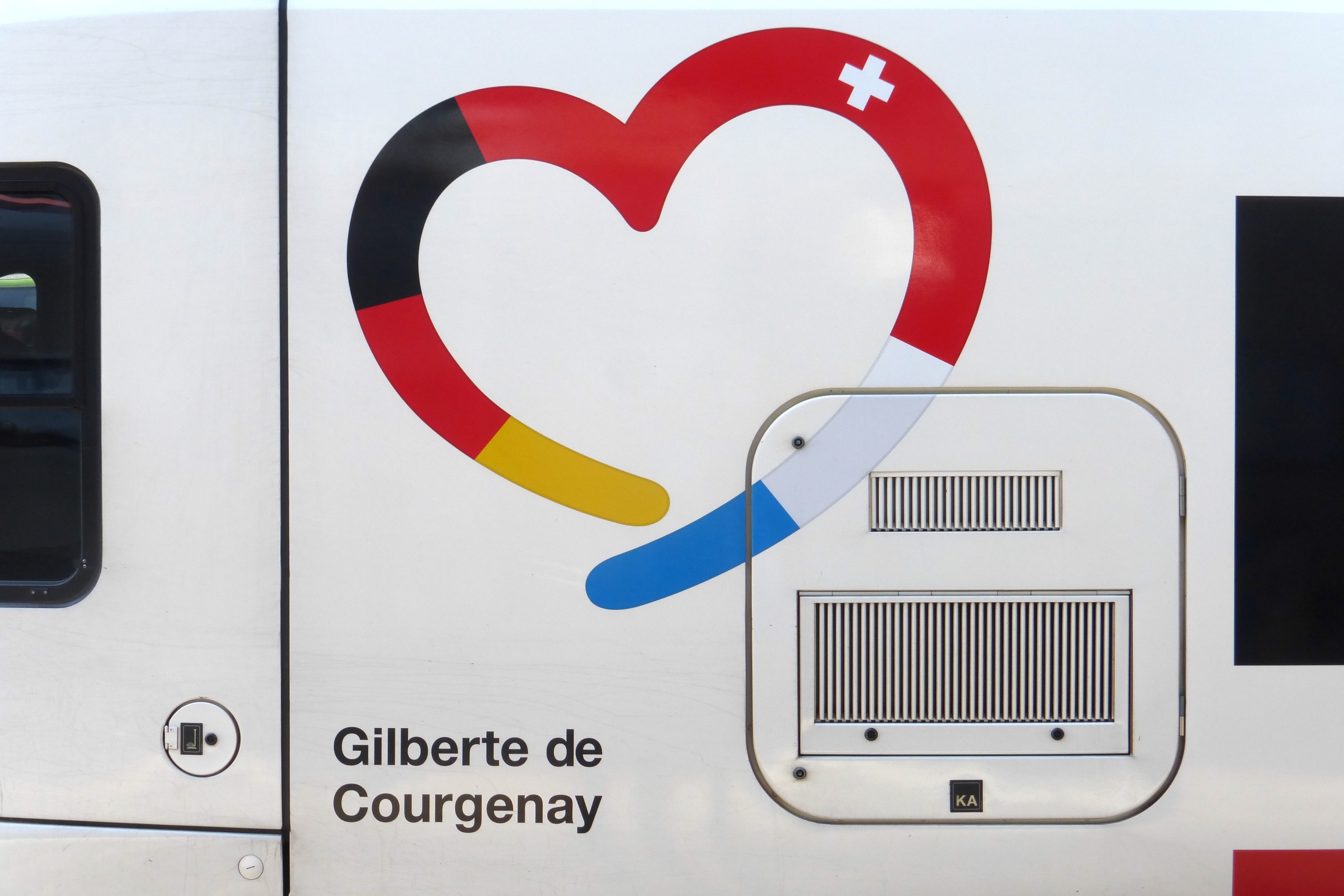

## Filmographie
- Franz Schnyder, Gilberte de Courgenay (1941), version numérisée de 2003, disponible à la Bibliothèque nationale suisse.